# The GazettE
Pour le quotidien de langue anglaise publié au Québec, voir The Gazette.
The Gazette (ガゼット, gazetto), stylisé the GazettE, ou simplement Gazette, est un groupe japonais de visual kei, originaire de Kanagawa. Le groupe est formé en 2002, et signé chez Sony Music Records.

## Histoire

### Débuts (2002–2003)
Le groupe, à sa formation, se compose de Ruki (voix), Reita (basse) et de Uruha (guitare). Après avoir joué avec d'autres groupes, le trio décide que the GazettE sera leur dernier groupe. À cet effet, ils recrutent en janvier 2002 Aoi (guitare) et Yune (batterie).
Le groupe sort alors son premier single, Wakaremichi (originellement baptisé Martina), ainsi que le clip afférent le 30 avril 2002. En septembre de la même année, paraît Kichiku Kyoushi (32sai Dokushin) no Nousatsu Kouza, leur second single (un clip est là aussi tourné). En octobre, the GazettE se produit pour la première fois sur scène. À Noël, sort une compilation de cinq chansons, contenant notamment Yougenkyou.
Début 2003, Yune décide de quitter le groupe, et il est alors remplacé par Kai. Peu après, un contrat est signé avec le label indépendant PS Company, et le groupe sort son premier extended play : Cockayne Soup. En commun avec le groupe Hanamuke, une première tournée est ensuite organisée. À cette occasion, les deux groupes collaborent à la création de deux chansons. Plus tard, une seconde tournée est réalisée avec, cette fois, le groupe Vidoll, avec lequel the GazettE figure en une du magazine spécialisé Cure. Début décembre 2003, c'est avec le groupe Deadman que the GazettE se produit. Le 28 décembre, ils se produisent au Beauti-fool's Fest du magazine Fool's Mate (et le concert sort par la suite en DVD).

### DeDisorderàNippon Bodokan(2004–2006)
Le 16 janvier 2004, les membres de the GazettE enregistrent un concert au Shibuya-AX (Tokyo Saihan -Judgment Day). Le 30 mars 2004, ils sortent le mini-album Madara, qui se classe second aux charts d'Oricon. Madara est suivi en mai par un nouveau DVD comprenant six clips et un documentaire montrant le groupe en studio. Le même mois, the GazettE est en couverture du magazine Shoxx. Un autre DVD, intitulé Heisei Banka, sort ensuite en août. En septembre et octobre, ils sont en tournée avec les groupes Kra et BIS. Enfin, en octobre toujours, ils sortent l'album Disorder qui se classe en 5e position de l'Oricon Charts.
En décembre 2005, the GazettE sort son premier single chez un major, intitulé Cassis. Début 2006, le groupe romanise son nom (qui était jusqu'alors en kanji), et sort, le 8 février 2006 son second long album, intitulé Nil. Il s'embarque ensuite pour une nouvelle tournée japonaise qui se termine au Nippon budōkan. En juillet 2006, the GazettE se produit au BeethovenHalle de Bonn, en Allemagne, pour leur premier concert hors d'Asie, organisé en marge du festival allemand de l'anime et du manga : AnimagiC.

### Stacked RubbishetDim(2007–2009)

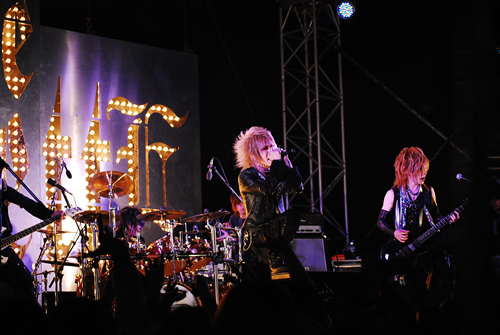
the GazettE en 2009.

Trois singles sont ensuite extraits du nouvel album studio Stacked Rubbish, sorti le 4 juillet 2007, classé 2e à l'Oricon Charts. S'ensuivent, de juillet à septembre une nouvelle tournée japonaise puis, en octobre, la première tournée européenne de the GazettE, en Angleterre, en Finlande, en Allemagne et en France. Un single intitulé Guren sort le 13 février 2008 et prend la tête de l'Oricon Charts. À l'automne 2008, ils sortent un nouveau single, Leech, extrait d'un nouveau DVD. Le groupe entame en octobre une nouvelle tournée, intitulée From the Distorted City, en référence à leur chanson Distorted Daytime, qui fait le portrait d'un Tokyo déformé par les crises politiques et sociétales secouant le Japon.
Le 15 novembre 2008, the GazettE anime son premier show intime, à la station Shinjuku. À l'origine, environ 250 personnes étaient attendues, mais ce sont en réalité plus de sept mille spectateurs qui se pressent (un record dans l'histoire du groupe). Face à l'afflux de personnes dans les rues, la police est contrainte de faire arrêter le concert après seulement deux chansons,.
Le 3 janvier 2009, the GazettE, avec les autres membres du label, se produisent à l'occasion du dixième anniversaire de leur producteur PS Company, et en profitent pour annoncer la sortie de leur nouveau single, intitulé Distress and Coma. Le 10 mars, le groupe célèbre ses sept années d'existence au Makuhari Messe. Un nouvel album, Dim, sort l'été suivant, accompagné d'une tournée qui se conclut au Saitama Super Arena. Le 7 octobre 2009, sortie du single Before I Decay. Le 24 décembre 2009, the GazettE fête Noël avec un live spécial intitulé A Hymn of Crucifixion.

### Tournées et nouveaux singles (2010–2016)

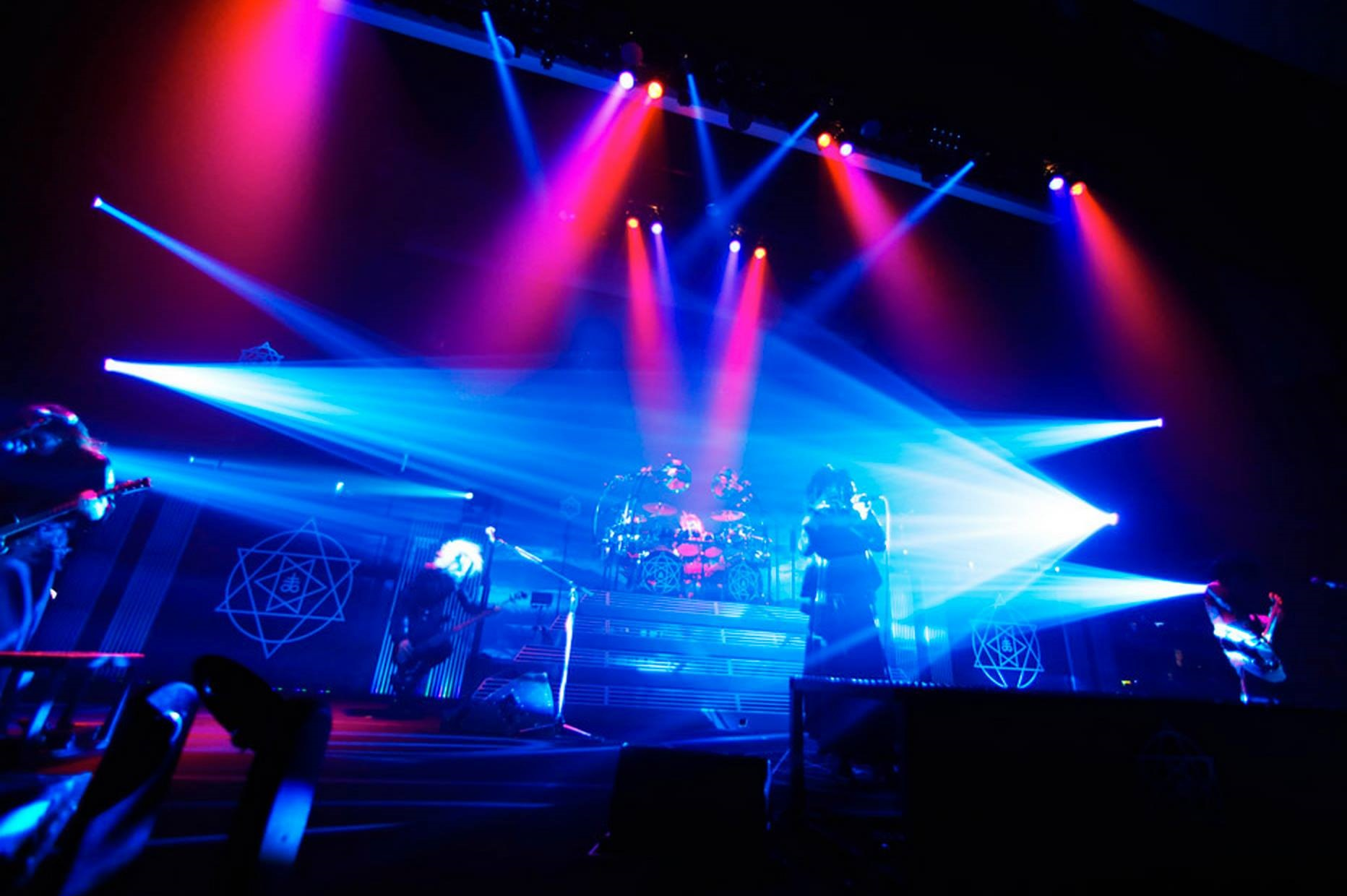
The Gazette en 2016.

En mars 2010, le groupe entreprend un tour des fan-clubs : The End of Stillness. Le single SHIVER sort le 21 juillet 2010, servant au générique du manga Black Butler (Kuroshitsuji), suivi par deux autres singles RED le 22 septembre et PLEDGE le 15 décembre,. Le 9 février 2011 sort Fuck the Border Line, un album en hommage à Kuroyume. Le 8 août 2012 l'album Division sort au japon pour n'arriver qu'au mois d'octobre en Europe.
En septembre 2013, le groupe part pour sa seconde tournée mondiale en passant la France, l'Allemagne, la Finlande, l'Argentine, le Chili, le Brésil et le Mexique. Le 23 octobre 2013 le groupe sort son 7e album Beautiful Deformity qui dans l'ensemble est mieux accepté que les deux précédents. Cet album montre que the GazettE est réellement un groupe car chaque membre a composé au moins une chanson.
Après le dernier concert des célébrations de leur 11e anniversaire, the GazettE annonce ses projets pour 2013. Tout d'abord, ils sortent un DVD contenant des séquences du concert susmentionné. Intitulé Live Tour12-13 Division Final Melt, le DVD sort le 26 juin 2013. Le groupe sort également un nouveau single, intitulé Fadeless, en août et un nouvel album, intitulé Beautiful Deformity, le 23 octobre. the GazettE annonce également une tournée pour promouvoir ces nouvelles sorties. Intitulée The Gazette Live Tour13 Beautiful Deformity Magnificent Malformed Box, elle débute le 2 novembre et s'achève le 28 décembre.
En 2014, The Gazette organise une trilogie de tournées intitulée Redefinition, consacrée à ses anciens albums et limitée aux seuls membres de Heresy. En mars 2014, ils organisent des concerts mettant en avant Disorder et NIL (Nameless Liberty Disorder Heaven), juillet voit une deuxième tournée pour Stacked Rubbish et DIM (Pulse Wriggling to Dim Scene), et une dernière tournée en novembre intitulée Groan of Venomous Cell accueillant des chansons de Toxic et Division. Cette tournée a débuté le jour du 12e anniversaire du groupe et a été dédiée au travail qu'ils ont accompli ensemble au cours de la dernière décennie. Lors du premier concert de Groan of Venomous Cell, Ruki annonce que les trois tournées Redefinition seront publiées dans un coffret DVD intitulé STANDING LIVE TOUR14 HERESY LIMITED - 再 定 義 - COMPLETE BOX, qui sortira le 11 mars 2015.
Le 24 décembre 2014, Sony sort Film Bug III, avec le clip de the GazettE, To Dazzling Darkness.
Le 10 mars 2015, the GazettE célèbreé son 13e anniversaire au Nippon Budokan. Ils ouvrent également une exposition spéciale divisée en panneaux dans laquelle ils exposent les modèles d'instruments des membres, montré l'histoire du groupe et placé un tableau d'affichage où les fans pouvaient écrire un message au groupe. L'exposition était ouverte à tous, même aux fans qui n'avaient pas assisté au concert. the GazettE se produit aussi au Knotfest Japan en novembre 2016.

### Ninth(2018–2019)
the GazettE publie son neuvième album studio, Ninth, le 13 juin 2018. Pour compléter la sortie, un clip vidéo pour la piste prologue, Falling, débute sur leur site officiel le 10 mars - marquant également leur 16e anniversaire - puis sur YouTube le 16 mars. Pendant la sortie de l'album en téléchargement, Ninth arrive en tête des classements rock d'iTunes en Biélorussie, en Finlande, en France, en Hongrie, en Pologne, en Turquie et en Suède, et atteint le top 10 en Bulgarie, en Allemagne, en Italie, aux Pays-Bas, au Portugal, en Russie, en Slovaquie et en Espagne. Le 29 juin 2018, the GazettE annonce la création de sa propre société indépendante HERESY Inc., et sa séparation de de PS COMPANY Co. Ltd.
Le 19 juillet 2018, la première phase de leur neuvième tournée commence (LIVE TOUR 18-19 PHASE #01 : PHENOMENON) dans des salles de type Hall au Japon. La phase se termine le 4 septembre 2018.
Le 6 novembre 2018, la deuxième phase des tournées débute (LIVE TOUR 18-19 THE NINTH PHASE #02 : ENHANCEMENT) dans des salles de taille moyenne au Japon. Cette phase se termine le 11 décembre 2018, l'annonce concernant la phase #04 suivant,. En décembre 2018, the GazettE annonce leur WORLD TOUR 19 THE NINTH PHASE #04 -99.999- qui débutera en avril 2019, avec notamment des représentations aux États-Unis, au Canada, au Mexique, en Argentine, au Chili, au Brésil, au Royaume-Uni, en France, en Allemagne et en Russie. Le 1er février 2019, la troisième phase commence (LIVE TOUR 18-19 THE NINTH PHASE #03 : 激情は獰猛～GEKIJOU WA DOUMOU～) et se déroule dans des salles plus petites qui offraient un sentiment plus intime entre les fans et le groupe. Il se termine comme il avait commencé avec des performances live spéciales limitées aux membres du fan-club, le 20 mars 2019.
Trois ans plus tard, le 30 avril 2019, le premier concert de la tournée mondiale a lieu à Los Angeles. Cette tournée mondiale se déroule dans 13 villes à travers 10 pays, en Amérique, en Europe et en Asie. Après 12 ans, ils reviennent au Royaume-Uni avec un spectacle à Londres où les billets sont vendus à guichets fermés. Cette fois, il n'y a pas eu de concert en Finlande. La tournée mondiale se termine le 30 juin 2019, avec le deuxième concert à Taipei,,,.
À l'approche de la finale du 23 septembre 2019, the GazettE changent de look et de tenue et annoncent une collaboration (le projet de collaboration GazettE × Yokohama) qui comprend un pass journalier au design spécial pour une ligne de train à Yokohama, un restaurant à thème dans le quartier chinois et un rallye des timbres avec des récompenses. La collaboration dure du 7 septembre au jour de la finale, le 23 septembre.

### Mass(depuis 2021) et décès de Reita
Le 10 mars 2021, à l'occasion de leur dix-neuvième anniversaire, the GazettE sort la nouvelle chanson Blinding Hope et annonce leur 10e album studio, Mass, qui sort le 23 mai et est promu par un événement en ligne avec des séances d'autographes et de rencontres, où les participants sont tirés au sort.
Un nouveau look présente fin février 2022, pour le spectacle célébrant les 20 ans de carrière au Yoyogi National Gymnasium. Ils annoncent également un nouvel album compilation intitulé Heterodoxy -Divided 3 Concepts-, qui comprend 47 chansons, sorti le 21 décembre. Le 28 décembre 2022, l'ancien batteur Yune décède. En juillet 2023, après un spectacle au Nippon Budokan qui faisait partie de la tournée Mass, le groupe publie un teaser pour une nouvelle sortie en 2024.
Le 15 avril 2024, le bassiste, Reita décède à l'âge de 42 ans.

## Membres

### Membres actuels
- Ruki (ルキ?) — chant
- Uruha (麗?) — guitare électrique
- 'aoi (葵?) — guitare rythmique
- Kai (戒?) — batterie

### Anciens membres
- Yune (由寧?) — batterie (2002-2003)
- Reita (れいた?) — basse (2002-2024)

## Discographie

### Maxi-singles
- 30-04-2002 : Wakaremichi
- 30-08-2002 : Kichiku Kyoushi -Dokushin 32-sai Dokushin- no nousatsu kouza
- 30-09-2002 : Gozen 0-ji no torauma RAJIO
- 28-05-2003 : Cockayne soup
- 25-06-2003 : Akyûkai
- 30-07-2003 : Special Margarita
- 28-07-2004 : Zakurogata no yuuutsu Zetsu Miseinen
- 28-07-2004 : Zakurogata no yuuutsu (CD+DVD)
- 28-07-2004 : Miseinen (CD+DVD)
- 28-07-2004 : Zetsu (CD+DVD)
- 11-09-2004 : Juuyonsai no knife
- 09-03-2005 : [reila] Lesson. GOD
- 01-08-2005 : Chigire
- 23-11-2005 : Zakurogata no yuuutsu Zetsu Miseinen (Réédition)
- 23-11-2005 : [reila] Lesson. D (Réédition)
- 23-11-2005 : Cockayne soup (Réédition)
- 23-11-2005 : Akuyuukai (Réédition)
- 23-11-2005 : Special Margarita (Réédition)
- 07-12-2005 : Cassis (B type)
- 07-12-2005 : Cassis (A type, CD+DVD)
- 12-01-2006 : Cassis
- 25-10-2006 : Regret -Auditory impression-
- 25-10-2006 : Regret -Optical impression- (CD+DVD)
- 01-11-2006 : Filth in the beauty -Auditory impression-
- 01-11-2006 : Filth in the beauty -Optical impression- (CD+DVD)
- 07-02-2007 : Hyena -Auditory impression-
- 07-02-2007 : Hyena -Optical impression- (CD+DVD)
- 13-02-2008 : Guren -Auditory impression-
- 13-02-2008 : Guren -Optical impression- (CD+DVD)
- 12-11-2008 : Leech -Auditory impression-
- 12-11-2008 : Leech -Optical impression- (CD+DVD)
- 25-03-2009 : Distress and Coma -Auditory impression-
- 25-03-2009 : Distress and Coma -Optical impression- (CD+DVD)
- 07-10-2009 : Before I decay
- 21-07-2010 : Shiver -Kuroshitsuji II Edition-[43]
- 21-07-2010 : Shiver -Optical impression- (CD+DVD)
- 21-07-2010 : Shiver -Auditory impression-
- 22-09-2010 : Red -Auditory impression-
- 22-09-2010 : Red -Optical impression- (CD+DVD)
- 15-12-2010 : Pledge -Optical Impression A- (CD+DVD (PV + Making of))
- 15-12-2010 : Pledge -Optical Impression B- (CD+DVD (TOUR 10 Nameless Liberty Six Bullets -01- : SHIVER, DISCHARGE, SWALLOWTAIL ON THE DEATH VALLEY))
- 15-12-2010 : Pledge -Auditory Impression-
- 25-05-2011 : Vortex -Auditory impression-
- 25-05-2011 : Vortex -Optical impression- (CD+DVD)
- 31-08-2011 : Remember The Urge -Auditory impression-
- 31-08-2011 : Remember The Urge -Optical impression- (CD+DVD)
- 21-08-2013 : Fadeless -Auditory impression-
- 21-08-2013 : Fadeless -Optical impression- (CD+DVD)
- 26-09-2015 : Ugly -Auditory impression-
- 26-09-2015 : Ugly -Optical impression- (CD+DVD)
- 27-04-2016 : Undying

## Vidéographie

### VHS
- 30-04-2002 : Sentimental Onigokko
- 30-04-2002 : Senchimentaru Video
- 30-08-2002 : Titre non défini
- 30-09-2002 : Titre non défini

### DVD
- 28-04-2004 : Tokyo saihan ~JUDGMENT DAY~ 2004.1.16 SHIBUYA-AX LIVE DVD
- 26-05-2004 : Madara
- 25-08-2004 : Heiseibanka
- 06-07-2005 : Standing Tour 2005 Final「M.R.D」 at 2005.4.17 Shibuya Kokaido
- 23-11-2005 : Tokyo Saiban - Judgement Day (Réédition)
- 23-11-2005 : Madara (Réédition)
- 23-11-2005 : Heisei Banka (Réédition)
- 23-11-2005 : Standing Tour 2005 Final「M.R.D」 at 2005.4.17 Shibuya Kokaido (Réédition)
- 07-06-2006 : Film Bug I
- 09-06-2006 : Nameless Liberty.Six Guns... -Tour Final- At Budokan (Regular or Limited Edition)
- 13-06-2007 : [Decomposition Beauty] Final Meaningless Art That People Showed
- 2007-2008 : Stacked Rubbish [Repeated Countless Error] (Regular or Limited Edition)
- 2008 : Gazerock Festival
- 16-12-2009 : Live Dvd Tour 09 - Dim Scene - Final At Saitama Super Arena (Regular or Limited Edition)
- 04-08-2010 : Film Bug II
- 23-03-2011 : The Nameless Liberty At 10. 12. 26 Tokyo Dome (Regular or Limited Edition)
- 06-05-2012 : Venomous Cell - Omega (Regular or Limited Edition)
- 09-01-2013 : the GazettE 10th Anniversary The Decade Live At 03.10 Makuhari Messe (Regular or Limited Edition)
- 26-06-2013 : Live Tour 12-13 [Division] Final Melt at Saitama Super Arena (Regular or Limited Edition)
- 06-02-2014 : World Tour13 Documentary
- 21-05-2014 : Live Tour 13-14 [Magnificent Malformed Box] Final Coda Live at 01.11 Yokohama Arena (Regular or Limited Edition)
- 24-12-2014 : Film Bug III
- 11-03-2015 : Standing Live Tour 14 Heresy Limited - Saiteigi